# Tamames
Tamames es un municipio y localidad española de la provincia de Salamanca, en la comunidad autónoma de Castilla y León. Se integra dentro de la comarca del Campo de Salamanca (Campo Charro) y la subcomarca de La Huebra. Pertenece al partido judicial de Salamanca.
Su término municipal está formado por las localidades de Avililla de la Sierra, Monte-Llen, Pedraza, Tamames y por el despoblado de Servández, ocupa una superficie total de 60,69 km² y según el padrón municipal elaborado por el INE en el año 2017, cuenta con 805 habitantes.

## Símbolos

### Escudo
El escudo heráldico que representa al municipio fue aprobado el 29 de enero de 1988 con el siguiente blasón:

«Escudo, cortado y medio partido. Primero, de gules, cuatro banderas de plata cruzadas en aspa y resaltadas de dos tambores de oro puestos al pie; segundo, de plata un puchero de gules,tapado, del mismo color; tercero, de plata, un árbol encima de sinople. Al timbre Corona Real cerrada»
Boletín Oficial de Castilla y León nº 27 de 10 de febrero de 1988

### Bandera
La bandera municipal fue aprobada por la real Academia de Historia el 4 de febrero de 2000 con la siguiente descripción textual:

«Cuadrada, dividida horizontalmente por mitad, de color blanco la parte superior y rojo la inferior, y lleva sobrepuesto en el centro el escudo de armas timbrado de la localidad.»
 Informes Oficiales Aprobados por la Real Academia de Historia TOMO CXCVIII. NUMERO I. AÑO 2001

## Geografía
Tamames se sitúa a 55 km de Salamanca, junto a la homónima sierra de Tamames, en cuya ladera Norte está asentada la villa. Delimitada por los cauces de los ríos Huebra y Yeltes, que dan nombre a su vez a las comarcas limítrofes de este municipio, donde pastizales, encinares y robledales dan cobijo a una rica fauna de la que destaca el universalmente conocido toro de lidia.

## Etimología
El origen del topónimo, según Riesco Chueca, podría encontrarse en el antropónimo de alguno de sus antiguos moradores, previsiblemente un propietario mozárabe. Oliver Pérez incluye el similar topónimo Tamame (Zamora) dentro de una breve relación de nombres de lugares zamoranos cuyo nombre deriva de onomásticos árabes: "Tamame de Tammam, Villanázar de Nasr, Villaveza de Abu’Isà, [San Pedro de] Zamudia de Samut". Por su parte, Menéndez Pidal cita el nombre de "Temam ben Afif": se trataría del mismo nombre personal que Joan Coromines extrae de una cita del Cartulario de San Cugat: “ipsum sarracenum nomine Temem” (1078). Este último autor indica que todas estas formas proceden de una variante morfológica en el vocalismo "Tämâm", antropónimo que Coromines cree derivado del gentilicio "at-Tämîmi" (el de Tamim), derivado a su vez del nombre tribal de los "Bäni tämim".
En todo caso, el nombre tuvo uso personal relativamente frecuente. En Cuéllar se registra un Don Thamam, alcalde, en 1244. La forma patronímica (hijo de) tampoco es insólita: Ecta Tamamiz (Forna de Losada, en la Cabrera leonesa), en 1095.
La forma plural del nombre Tamames tendrá su explicación en una dualidad o pluralidad de aglomeraciones próximas que compartieran el mismo nombre y que luego serían englobados en una designación común.

## Historia

### Prehistoria
Los descubrimientos de útiles de piedra tallada de dicha época sitúan el asentamiento humano en el municipio en el paleolítico inferior. Posteriormente el pueblo celta de los vetones se asentó en la zona, conservándose en la localidad dos efigies en granito conocidas por los arqueólogos como cabezas cortadas, restos de los castros descubiertos cercanos al actual asentamiento de Tamames.

### Edad Media

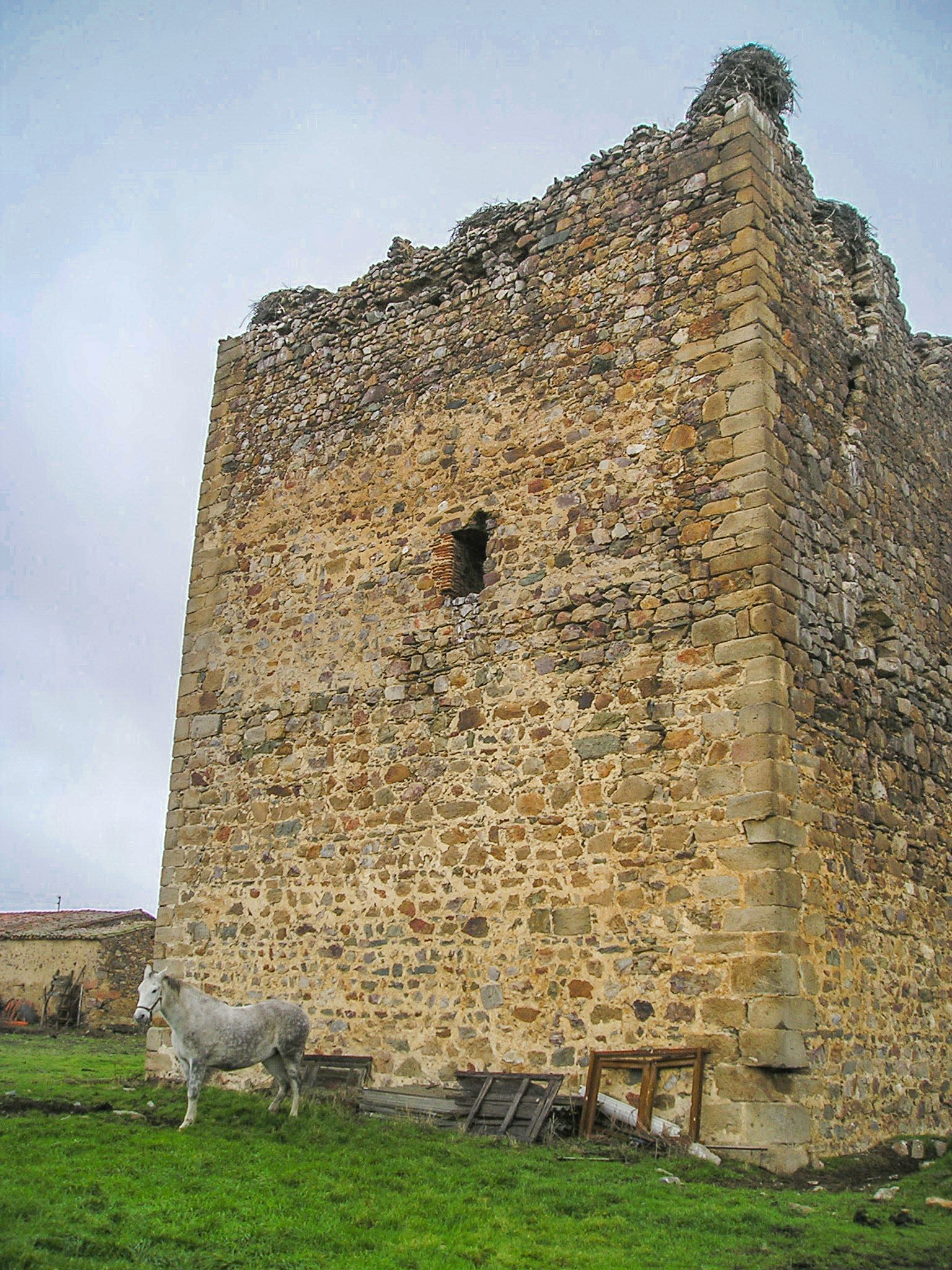
Torreón de Tamames, erigido en el por Ramiro II de León

Tamames pasó a formar parte del Reino de León en el siglo X, tras la victoria en la batalla de Alhandega del rey Ramiro II de León, que emprendió una primera repoblación. En dicho siglo, la comarca sufrió sucesivas devastaciones por parte de Almanzor, por lo que es de suponer que la fortaleza de Tamames y otras cercanías fuesen construidas en la Alta Edad Media hasta que sus funciones estratégicas perdieron valor con la definitiva repoblación de Raimundo de Borgoña, yerno del rey Alfonso VI de León, en el siglo XI, poniendo fin a las guerras entre leoneses y musulmanes en la zona. No obstante, en el doble dintel de la puerta del torreón pueden verse labrados motivos prerrománicos que recuerdan características visigodas y nos trasladan a la Alta Edad Media (siglos V-VII), por lo que no es descartable que el torreón responda a la época visigoda y fuese posteriormente aprovechado y restaurado por la monarquía leonesa. 
En 1284 Tamames fue entregado en señorío a Alfonso Godínez, quien de este modo pasó a controlar también el torreón de la localidad. En 1480, Rodrigo de Godínez logra el privilegio del mayorazgo durante el reinado de Isabel la Católica, con lo que el mayorazgo de la villa de Tamames se convierte en el mayor núcleo de población y comienza el liderazgo como centro ganadero y de comercio de la zona. A pesar de la poca información documentada, consta la existencia de una judería en Tamames dedicada a múltiples oficios, el de artesano tejedor de paños fue el de mayor tradición incluso después de la expulsión de los judíos por el decreto de 1492.
En esta época Tamames se encontraba integrado en el arciprestazgo de la Valdobla de la jurisdicción de Salamanca, dentro del Reino de León.

### Edad Moderna
Ya en el siglo XVI, hartos de las servidumbres impuestas por los Godínez, los vecinos, carentes de tierra propia para el cultivo, emprendieron una serie de pleitos contra los señores de Tamames, consiguiendo en 1567 una sentencia sobre el precio de las alcabalas, que siguieron pagando en pleno siglo XVIII y cuya aportación era de 2900 reales en especie, cinco arrobas de trigo y cinco de lino, además de otros cien reales de vellón que D. Francisco de Godínez cobrará en concepto de portazgo, que no era otra cosa que un impuesto de paso por sus propiedades.
El señorío de Tamames pasó a denominarse Ducado en 1805, seis años después, el 6 de agosto de 1811, se promulgó el decreto de disolución del régimen señorial declarándose la abolición de las prestaciones y relaciones de vasallaje.

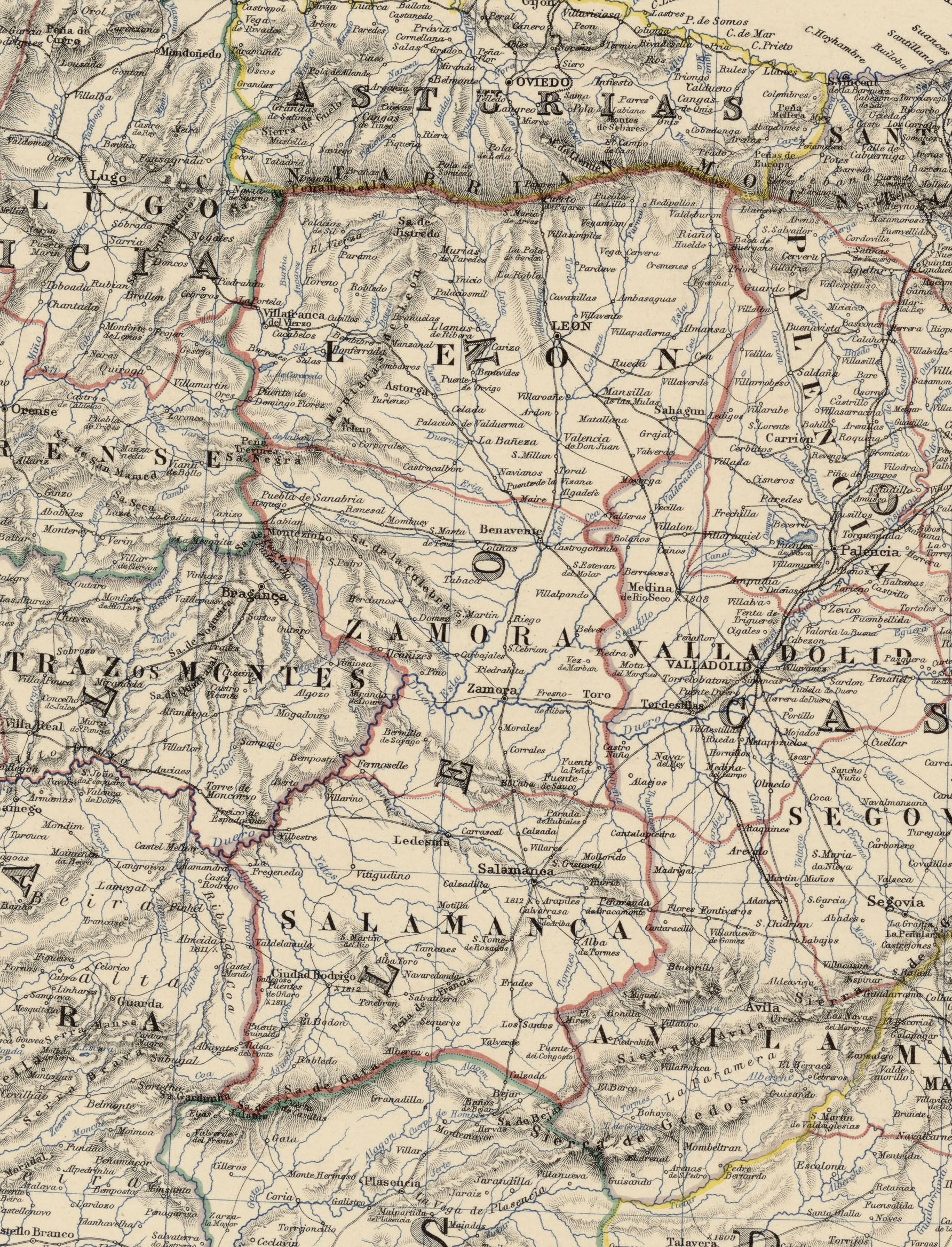
Detalle del mapa Spain & Portugal, realizado en 1864 por Keith Johnston, en el que se puede observar Tamames.

### Guerra de Independencia (batalla de Tamames)
En la guerra de la Independencia española contra la invasión francesa de 1808 tuvo lugar en Tamames una importante batalla. Desde luego esta villa padeció mucho, sujeta al tránsito de los ejércitos beligerantes en aquella prolongada y sangrienta lucha, y en octubre de 1809 la eligió el duque del Parque para ser teatro de la indicada batalla. Sitúase en sus alturas resoltadas a esperar a los franceses. Distribuido su ejército, que se componía de 10 000 infantes y 1800 caballos, la primera división al mando de don Francisco Javier de Losada cubría el centro y la derecha; D. Martín de la Carrera ocupaba la izquierda con la vanguardia; la caballería se situó en este punto que era el más débil de la posición, formando dos líneas algo separadas. El conde de Belvédez, con la segunda división, quedó de reserva, y 1500 hombres entresacados de todo el ejército guarnecían a Tamames. El 18 de dicho mes se presentó el general francés Marchand con 10 000 infantes, 1200 caballos y 14 piezas de artillería; Y formando tres columnas arremetió a la línea española. La izquierda de esta en razón de su mayor accesibilidad, fue el punto más cargado; y el general francés Mananne al frente de la caballería ligera, aprovechando un movimiento inoportuno de la segunda brigada de los jinetes españoles, consiguió presentar un momento de la mejor esperanza a su ejército; los franceses llegaron a apoderarse de algunos cañones, penetrando por medio de sus desordenados enemigos; pero el admirable valor de D. Martín de la Carrera, que no cejó a pesar de hallarse casi envuelto por los franceses, y con su caballo herido de dos balazos y una cuchillada; la ejemplar bizarría de D. Gabriel de Mendizábal, que echando pie a tierra logró contener a los soldados y restablecer el orden; y la prontitud con que el duque del Parque acudió al riesgo, cambió el aspecto de la batalla, que pronto se decidió a favor de los españoles, habiendo avanzado con oportunidad y arrojo el conde de Belvédez con porte de la reserva, y el príncipe de Angloma con otro de caballería. Los franceses emprendieron su retirada hacía Salamanca, sufriendo notable daño, especialmente de la fuerza apostada en Tamames. La pérdida de los franceses consistió en 1500 hombres, costando la de los españoles 700 vidas, estos ejércitos españoles se apoderaron de un águila, un cañón, carros de municiones y fusiles. En 1811, habiendo asaltado los lanceros de Julián Sánchez "El Charro" un gran convoy francés en el término de Tamames, los habitantes abandonaron sus hogares, que fueron saqueados e incendiados como represalia; las pérdidas fueron cuantiosas e irreparables en lo referido a documentación escrita de la época.

### Edad Contemporánea
Con la creación de las actuales provincias en 1833, Tamames quedó encuadrado en la provincia de Salamanca, dentro de la Región Leonesa. A principios del siglo XX comienza la fundación de los Sindicatos agrícolas, el de Tamames tuvo lugar en el año 1907 y en 1924 contaba con 115 socios. En elecciones generales de 1933 el candidato de la Coalición Obrera-Socialista Juan Andrés Alonso obtuvo en Tamames 109 votos, lo que significaba una clara tendencia socialista frente a los 18 votos del candidato comunista, Luis Campo Redondo. Pasada la triste página de la guerra civil española (1936) y agotada la posterior dictadura con el restablecimiento de la democracia en 1975, la Villa de Tamames elige en 1979 al primer alcalde de la democracia, Arturo Sánchez Hidalgo.

## Geografía humana

### Demografía
Cuenta con una población de 785 habitantes (INE 2024).
| Gráfica de evolución demográfica de Tamames entre 1842 y 2021 |
| |
| Población de derecho según los censos de población del INE Población de hecho según los censos de población del INEEntre el censo de 1857 y el anterior, crece el término del municipio porque incorpora a 375004 (Avililla de la Sierra) |

### Núcleos de población
El municipio se divide en varios núcleos de población, que poseían la siguiente población en 2015 según el INE.
| Núcleo de población   | Población |
| --------------------- | --------- |
| Tamames               | 826       |
| Avililla de la Sierra | 5         |
| Servández             | 4         |
| Monte-Llen            | 2         |
| Pedraza               | 1         |

### Transporte
El municipio está muy bien comunicado con la red viaria provincial, encontrándose en un cruce de varias carreteras provinciales que nacen o desembocan en la localidad. Destaca entre todas ellas la SA-212 que comunica con Guijuelo y da el acceso a la autovía Ruta de la Plata, principal eje-norte sur del oeste peninsular que une Gijón con Sevilla. Otras carreteras importantes son la SA-201 que une con la provincia de Cáceres, la SA-210 hasta Vecinos, la SA-213 con Ciudad Rodrigo y por último la SA-215 que atraviesa el término municipal en sentido norte sur y une La Fuente de San Esteban y el enlace con la autovía de Castilla al norte de Tamames con Cereceda de la Sierra al sur.
En lo que al transporte público se refiere, la localidad no cuenta con una estación de autobuses ni con servicios regulares de autobús con las localidades limítrofes. Desde finales del siglo XIX, y hasta su cierre mediados los años 1980 existió el ferrocarril Ruta de la Plata que fue uno de los grandes dinamizadores de la provincia de Salamanca y tenía parada en Guijuelo. En la actualidad no existen servicios ferroviarios y han surgido diversos movimientos ciudadanos que buscan recuperar la antigua ruta que vertebraba todo el oeste peninsular. Por otro lado el aeropuerto de Salamanca es el más cercano, estando a unos 70km de distancia.

## Monumentos y lugares de interés
- Iglesia de Nuestra Señora de la Asunción. Construida en los siglos XV-XVI, su capilla mayor es obra de Gil de Hontañón. En el siglo XVII la iglesia tuvo importantes reformas aunque buena parte del templo fue destruido en 1710 en la Guerra de Sucesión. La torre es lo más antiguo del conjunto monumental, datando del siglo XV.

- Torreón de Tamames. Data del siglo X, siendo erigido por el rey leonés Ramiro II para la defensa de los accesos al Campo Charro desde la sierra.

## Cultura
- Los cencerros es una fiesta única en la provincia. Los protagonistas son los niños, que se levantan de madrugada para despertar, con sus cencerros, a todos los demás. Siempre van niños por un lado y niñas por otro, recorriendo las calles del pueblo, y parando en cada casa donde haya algún otro niño, llamándolo para que se una a la comitiva. A las 9:30 de la mañana se dice una misa, durante la cual, niñas a un lado y niños al otro, esperan con impaciencia el momento en el que, tras finalizar la Eucaristía, el sacerdote cuenta el número de niños y de niñas, para saber quiénes son los "ganadores". En un principio se celebraban durante toda la última semana de enero; hoy, los días de fiesta se han reducido a jueves, viernes y sábado.

- La torta se celebra el lunes de Pascua. Consiste en ir de merienda con los amigos y llevar "La Torta", una especie de pan redondo y aplastado que suele rellenarse con tortilla de patata o embutido.

- El hornazo es una fiesta propia de la provincia de Salamanca. Se come el típico "hornazo", una especie de empanada rellena de embutido. Ese día, por la mañana, hay una misa en la ermita en honor a la Virgen de los Remedios. Se celebra el lunes de Aguas, el siguiente al lunes de Pascua.

- El magosto se celebra el día 1 de noviembre, día de Todos los Santos, asándose las castañas recogidas en el bosque, siendo una fiesta que posee especial arraigo en el noroeste hispano (Galicia, Asturias y Región Leonesa).

## Administración y política
| Partido político                              | 2019  | 2019  | 2019       | 2015  | 2015  | 2015       | 2011  | 2011  | 2011       | 2007  | 2007  | 2007       | 2003  | 2003  | 2003       |
| Partido político                              | %     | Votos | Concejales | %     | Votos | Concejales | %     | Votos | Concejales | %     | Votos | Concejales | %     | Votos | Concejales |
| Partido Popular (PP)                          | 54,23 | 314   | 4          | 37,31 | 225   | 3          | 61,15 | 362   | 5          | 70,93 | 466   | 5          | 66,71 | 473   | 5          |
| Ciudadanos (Cs)                               | 26,77 | 155   | 2          | 35,66 | 215   | 2          | —     | —     | —          | —     | —     | —          | —     | —     | —          |
| Partido Socialista Obrero Español (PSOE)      | 17,79 | 103   | 1          | 25,87 | 156   | 2          | 36,66 | 217   | 2          | 28,01 | 184   | 2          | 24,96 | 177   | 2          |
| Unidad Regionalista de Castilla y León (URCL) | —     | —     | —          | —     | —     | —          | —     | —     | —          | —     | —     | —          | 6,77  | 48    | 0          |